# عبد الرحمن محمد فاخر
عبد الرحمن محمد فاخر (26 نوفمبر 1957 -) هو سفير مفوض فوق العادة لجمهورية إندونيسيا لدى مملكة العربية السعودية. وعينه الرئيس سوسيلو بانبانغ يودهونو لهذا المنصب في 14 فبراير 2014. 

## مسيرته
كان فاخر يتبوأ منصب نائب رئيس البعثة الدبلوماسية في السفارة الإندونيسية في كوالا لمبور عام 2004-2007. وعمل سفيرا لجمهورية إندونيسيا لدى جمهورية مصر العربية عام 2007-2011. كما عمل مديرا عاما لمديرية الاعلام والدبلوماسية العامة في وزارة خارجية إندونيسيا عام 2011-2014.

## حياته والنشأة
مواليد 26 نوفمبر 1957 ولد فاخر في بنجرماسين، كاليمانتان الجنوبية. وبعد انتهائه من تعليمه الابتدائي في قريته عام 1972 سافر إلى جزيرة جاوة للالتحاق بمعهد دار السلام الإسلامية الحديثة. وبعد ست سنوات انتقل إلى جاكرتا ليواصل دراسته في جامعة شريف هداية الله الإسلامية الحكومية، وتخرج فيها عام 1983 بشهادة البكالوريوس. ثم انضم فاخر إلى الوزارة الخارجية ليكون دبلوماسيا.
فاخر متزوج من ياسمين سوكماويرا وله ولدان وبنت هم رفعات شوقى الرحمن فاخر وفارس كرمى الرحمن فاخر ونبيلة فوزية الرحمن فاخر.